# Vrcholný středověk

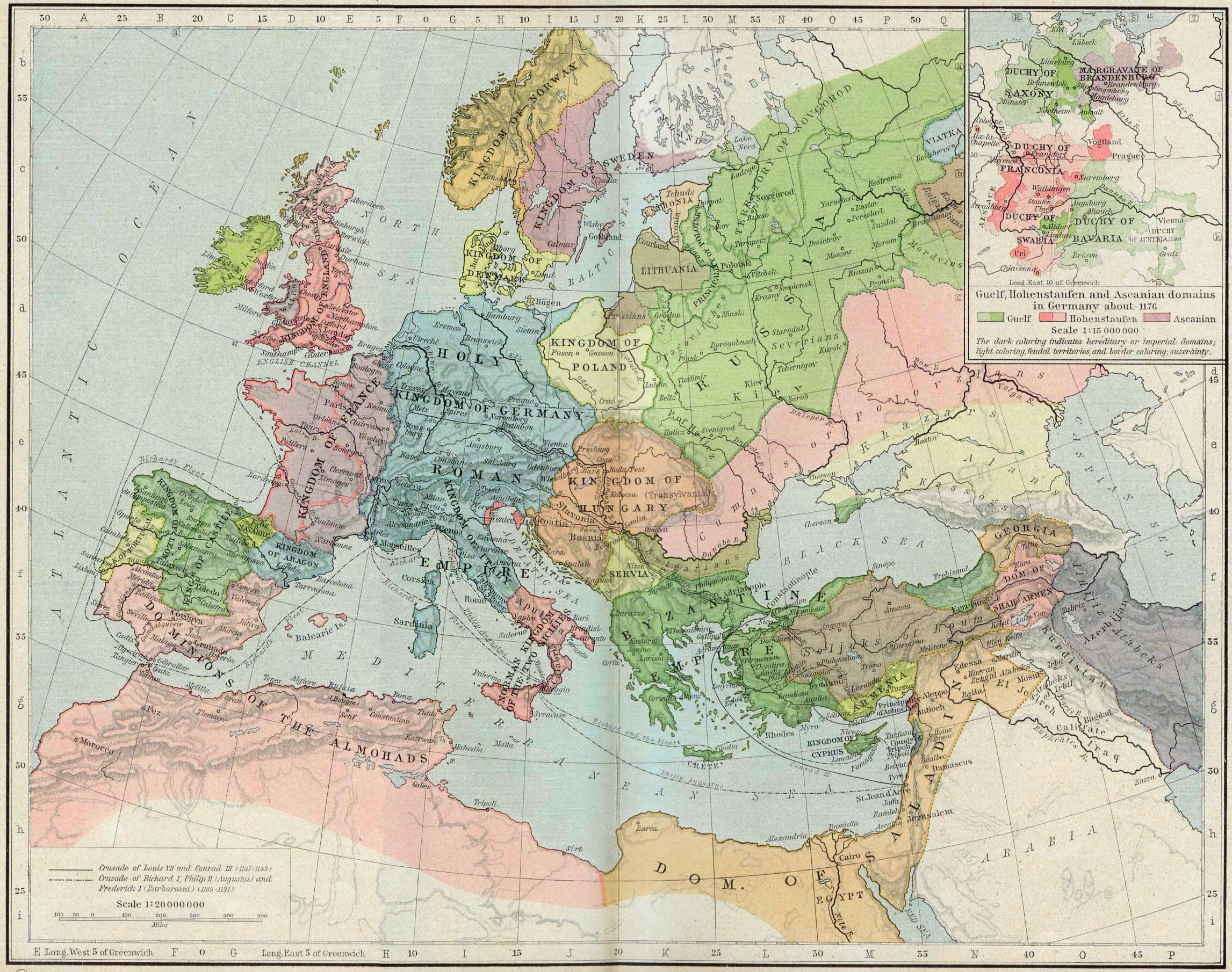
Evropa kolem roku 1190

Jako vrcholný středověk se v evropské historii označuje doba největšího rozkvětu středověké společnosti od počátku 11. až do 13. nebo 14. století. Tento pojem se vztahuje především na dějiny západní, jižní a střední Evropy. Pro periodizaci dějin východní Evropy (Rusko) a jihovýchodní Evropy (byzantská říše, Balkán) ho historická věda téměř nepoužívá. Dějinná epocha, která vrcholnému středověku předchází, se nazývá raný středověk (5.–11. století); epocha která po vrcholném středověku následuje, je pozdní středověk (14.–15. století).
Vrcholný středověk přinesl velký nárůst počtu obyvatel a změny ve vlastnictví půdy ve prospěch vrchnosti, což obojí vedlo k intenzifikaci zemědělství a ke změnám ve způsobu obdělávání půdy. Na sever od Alp došlo k procesu zvanému velká kolonizace, tedy klučení a žďáření pralesů, získávání zemědělské půdy na jejich úkor a zakládání nových osad. Důsledkem změn na venkově se stal rozvoj středověkých měst. Hranice Západu se posunuly daleko za řeku Labe, zejména se zvětšilo území říše. Ve vrcholném středověku se centralizovala panovnická moc a začaly se vytvářet státy založené na národnostním základě. Západní Evropa začala mocensky expandovat. Normané pronikli na Britské ostrovy a obsadili jih Itálie a Sicílii, v Evropě se rozšířily hranice křesťanského světa, (reconquista přinesla znovudobytí většiny Pyrenejského poloostrova na muslimech, došlo k christianizaci dosud pohanských oblastí v Polabí a východním Pobaltí), křížové výpravy přinesly dočasné územní zisky v podobě křižáckých států ve východním Středomoří. Vrcholně středověkou prosperitu ukončila krize pozdního středověku, poznamenaná hladomorem, morovou epidemií („černá smrt“), řadou válek (například stoletá válka) a lidových povstání (jacquerie, husitské války ad.).
Kultura vrcholného středověku se rozvíjela v prostředí katolické církve a panovnických a šlechtických dvorů. Myslitelé jako Tomáš Akvinský znovuobjevili antickou, především aristotelskou, filozofii, což významně přispělo k vrcholnému rozvoji scholastiky. Nejdříve v Itálii a později v dalších zemích vznikly univerzity. Zakládaly se nové církevní řády, například cisterciáci, premonstráti nebo zcela nové žebravé řády, působící ve městech. Na druhé straně se v městském prostředí začala šířit kacířská hnutí, jako bylo například katarství nebo hnutí valdenských. Ve výtvarném umění a architektuře vyvrcholil románský sloh, který vystřídala gotika.

## Společensko-ekonomický vývoj

### Pokrok zemědělské výroby a demografický růst

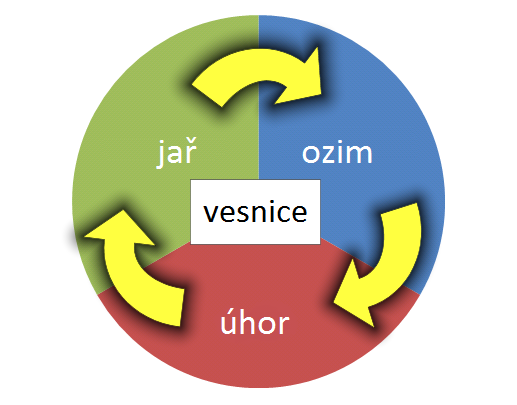
Schéma trojpolního systému

Na počátku nového tisíciletí došlo k jistému uklidnění poměrů. Ustaly politické zmatky a časté změny, které byly typické pro období raného středověku. Skončily nájezdy Vikingů, Arabů a kočovných Maďarů. Omezeny byly také místní války, které mezi sebou vedla šlechta uvnitř jednotlivých zemí. Venkované se už tolik nemuseli obávat vpádů a plenění a více se věnovali obdělávání polí. Podnebí bylo dlouhodobě příznivé, výrazně se oteplilo a zimy byly jen mírné.
Objevily se novinky v zemědělské technice. Byly to například dokonalejší nástroje (pluh s kovovou radlicí, brány, chomout). Pěstovaly se rozmanitější plodiny – dosud všude rozšířenou pšenici začalo vytlačovat žito, které dávalo větší výnosy. Hojně se pěstoval oves, důležité místo ve stravování vesničanů získávaly stále více luštěniny a rozmanité druhy zeleniny. Postupně se prosazoval pokročilejší trojpolní (trojhonný) osevní systém. Nový systém obdělávání půdy přinesl vyšší výnosy a zajistil lidem dostatek potravy. Nyní je už tolik neohrožovaly hladomory, jež byly následkem katastrofálních neúrod. Naživu zůstávalo více novorozeňat, jejichž úmrtnost byla přesto stále vysoká. Lépe se stravující dospělí byli odolnější vůči epidemiím a dožívali se vyššího věku (o 5–10 let). Za tři století, od roku 1000 do roku 1300, se počet obyvatel Evropy téměř zdvojnásobil, podle odhadů vzrostl ze 42 na 73 miliónů.

### Velká kolonizace
Obyvatelstvo se početně rozrůstalo a dosud obdělávaná pole je nestačila uživit, neboť zvětšit jejich výnos cestou zvyšování výnosů nebylo za daných podmínek téměř možné. Bylo proto nezbytné získat další ornou půdu. Hlad po půdě se stal typickým jevem nejenom u venkovského obyvatelstva, které muselo uživit více potomků a usilovalo o zlepšení existenčních podmínek, ale také u šlechty, jež toužila po zvětšení svého bohatství. To se stalo ve 12.–13. století podnětem k osídlování a zúrodňování nových území. Tento jev se nazývá velká kolonizace.
Rychle postupující kolonizace změnila ráz středověké krajiny. Dosud ji pokrývaly především hluboké hvozdy a nehostinné pustiny, jen občas narušené rozptýlenými vesnicemi s okolními polnostmi. Nyní část lesů zmizela a byla nahrazena hustou sítí osad, jež už se příliš nelišila od dnešní podoby.

### Zakládání středověkých měst, rozvoj obchodu, počátky bankovních operací

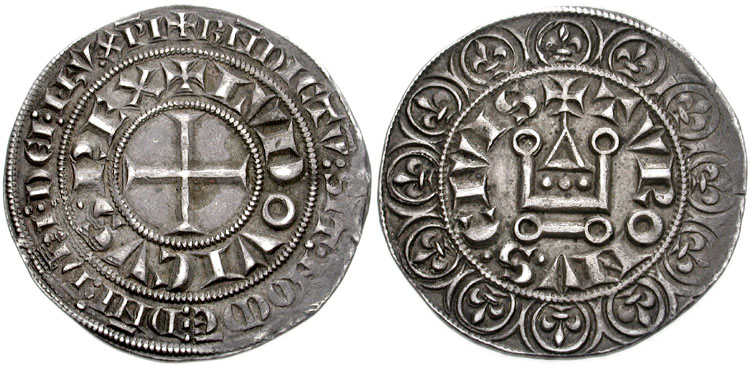
Tourský groš z doby francouzského krále Ludvíka IX. Svatého

Pokrok v zemědělské výrobě, oddělení venkovského řemesla od zemědělství, rostoucí počet obyvatel a stoupající životní úroveň vedly od 9. století k postupné obnově městského života. Rozvinutá antická města, střediska řemesla a obchodu, totiž počátkem středověku upadla a ztratila svůj hospodářský význam. Na počátku vrcholného středověku část rolníků přestala obdělávat pole a začala se věnovat pouze řemeslu. Pro své výrobky potřebovali najít odbytiště, proto opouštěli vesnice a usazovali se v bývalých antických městech, v podhradí panských sídel, klášterů nebo na křižovatkách obchodních cest.
Tyto řemeslnické osady, které se způsobem života svých obyvatel i vzhledem zásadním způsobem odlišovaly od vesnice, se staly zárodky středověkých měst, jež byla charakteristickým produktem vrcholného středověku. Bylo však zapotřebí mnoha změn, aby se tato sídliště proměnila ve skutečné město nejen po hospodářské, ale také po právní stránce. Především bylo nezbytné, aby se z dosud feudálně závislých řemeslníků pracujících pro vrchnost, na jejíž půdě byli usazeni, stali svobodní měšťané, kteří by se řídili vlastním, městským právem a podíleli se na správě města.
Vznikající města byla pro venkovany velmi přitažlivá. Stěhovali se do nich nepřetržitě po celé 10. až 14. století. Řemesla a obchod se rozvíjely mnohem rychleji než zemědělství a byly zdrojem značných zisků. Řemeslníci i kupci tak získali majetek a jisté společenské postavení. Jejich cílem se stalo zbavit se feudální závislosti a vydobýt si městská privilegia, zejména samosprávu. Někde o ně museli bojovat, jinde si majetnější města svobodu a privilegia vykupovala. Udělení městských práv je tak považováno za založení skutečného středověkého města.
Města vznikala nejen postupným vývojem z řemeslnicko-tržních osad, ale byla zakládána také „na zeleném drnu“, to znamená úplně nová. Typickým příkladem jsou České Budějovice, založené českým králem Přemyslem Otakarem II. nebo Nové Město pražské, jehož zakladatelem byl Karel IV. Jejich charakteristickým znakem byla plánovitě budovaná pravidelná síť hlavních a vedlejších ulic.
Osobitý charakter měla hornická kolonizace. Zakládání báňských měst u nalezišť zlata nebo stříbra (v českých zemích, v Polsku i v Uhrách) bylo ve velké míře spojeno s příchodem německých kolonistů.

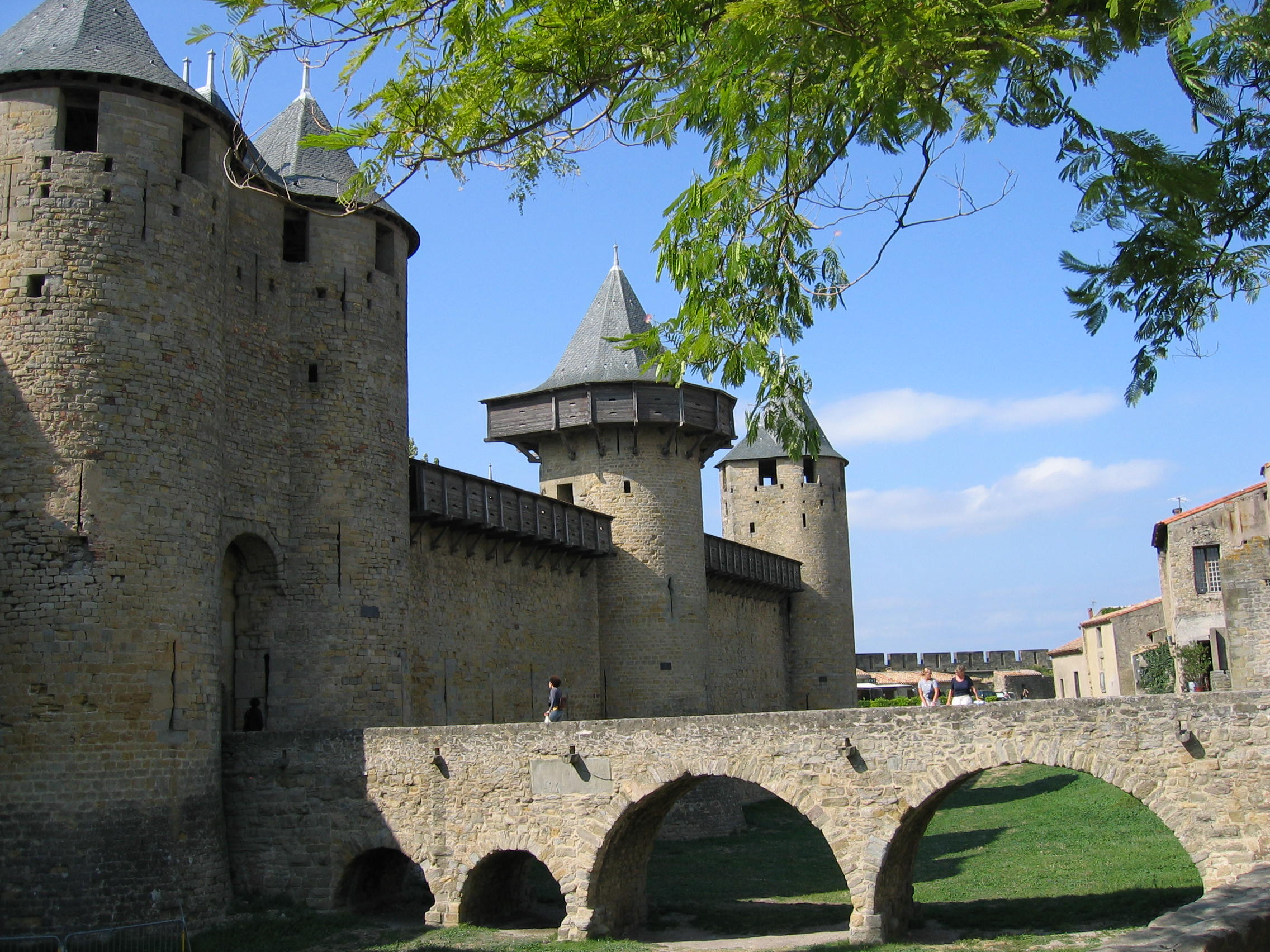
Hrad uprostřed středověkého francouzského města Carcassonne

Na městském trhu se prodávaly nejenom výrobky městských řemeslníků, ale také plodiny, které vypěstovali rolníci na venkově. To vedlo k postupnému nahrazování roboty peněžní rentou, až v některých zemích robota vymizela úplně. Tak pronikly na vesnici, dosud uvyklé pouze výměnnému obchodu (naturální směně), peníze, což způsobilo citelné prohloubení majetkových rozdílů mezi venkovany.
Vedle místního městského trhu se rozšiřoval také evropský tranzit – dálkový obchod. Jeho hlavní trasy vedly po evropských mořích, na severu po Severním a Baltském, na jihu po Středozemním. Na rozdíl od raného středověku neprovozovali již tranzit především kupci z mimoevropských oblastí, ale začali se prosazovat Evropané, Italové a obchodníci z dalších přímořských měst na jihu, kupci z hanzovních měst na severu. Na námořní trasy navazovaly cesty vedoucí napříč kontinentem, a to jak po souši z italského jihu alpskými průsmyky na sever, tak ze severu po řekách (Rýn, Rhona, Seina, Labe). Jejich křižovatkou se staly trhy ve Francii, především v Champagni.
Rozšiřování obchodu vyžadovalo stále větší množství peněz v oběhu. To podporovalo rozvoj hornictví a mincovnictví a hornickou kolonizaci. Po Evropě kolovalo velké množství různých typů mincí, pro jejichž využití na trzích různých zemí bylo nezbytné porovnat jejich hodnotu, to znamená množství obsaženého drahého kovu. Proto byly založeny nejstarší směnárny a brzy nato také banky, které začaly půjčovat peníze na úrok. Této činnosti se zpočátku věnovali především bohatí italští měšťané. V Sieně a Florencii vznikly významné bankovní domy, které půjčovaly nejen obchodníkům, ale také papežům a panovníkům mnoha evropských států.

## Politický vývoj

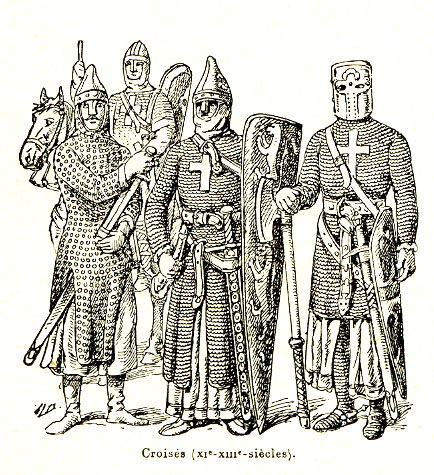
Křižáci

Pro řadu zemí bylo typické formování silné panovnické moci (království obojí Sicílie za Štaufů, Francie, Anglie, české království v době vlády posledních Přemyslovců a prvních Lucemburků) a vytváření států v národnostním rámci (Anglie, Francie). Za vrcholné období středověku z politického hlediska se považuje například Francie Filipa IV. Sličného nebo země Koruny české za vlády Karla IV. Moc římských císařů dosáhla svého vrcholu za vlády Štaufů a poté začala slábnout. Na místo silnější centrální panovnické moci se v Německu začali prosazovat vládci jednotlivých teritoriálních knížectví. Itálie zůstala politicky rozdrobená, specifickým jevem v její severní části se staly městské státy, které se zformovaly ve 12. století.
Typickým jevem vrcholného středověku byla vojenská expanze, která měla poněkud jiný charakter než v předcházejícím období, kdy dominovala migrační a válečná tažení kmenů a expanze raných států pro rozšíření území, v jejichž čele stáli vojenští náčelníci a panovníci. Válečné výpravy 11.–13. století byly velkou měrou motivovány snahou získat další obdělávanou půdu a poddané, byly tedy pokračováním kolonizace vojenskými prostředky a vedly k požadovanému výsledku rychlejší a leckdy snadnější cestou. Dále šlo o šíření politické moci a vlivu křesťanské církve, pokud útoky směřovaly na území pohanů či nevěřících. Jejich hnací silou nemuseli být pouze panovníci, ale také drobná rytířská šlechta, která toužila po zbohatnutí a chtěla se vyrovnat vysoké aristokracii, nebo italská přímořská města, provádějící hospodářskou expanzi.
Francouzský historik Jacques Le Goff klasifikoval tři základní typy expanze ve vrcholném středověku. Prvním byla expanze uvnitř křesťanského světa, která do jisté míry navazovala na výboje raně feudálních států a někde má ještě její rysy (expanze dánských králů Valdemara I. a Valdemara II. na slovanskou Rujanu a do Pobaltí, švédská expanze do Finska). Mnohdy již nebyla vedena panovníkem, ale šlechtou, která upevnila své postavení jako feudální vrchnost. V jiném případě mohl být panovník motivován dynastickými zájmy. Náboženská motivace odpadla. Sem patří například normanská expanze do Itálie a na Sicílii, severofrancouzská expanze do jižní Francie a království obojí Sicílie, štaufská expanze do Itálie a Středomoří, německá expanze na Východ, postup Aragonu v západním Středomoří nebo pozdější expanze Litvy a Polska na západoruská území. Připomeňme i rozšiřování území, ovládaného českými králi, za Přemysla Otakara II., Václav II. nebo prvních Lucemburků.

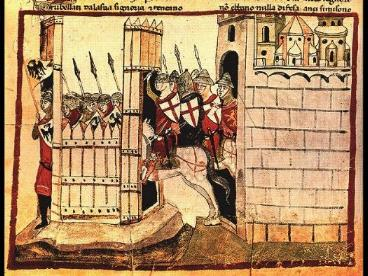
Císař Fridrich II. vedl četné války za ovládnutí Itálie – porážka u Parmy roku 1248 byla jeho koncem

Druhý druh expanze vedl k posunutí hranic křesťanského světa v Evropě. Od 8. století nastala nová, velmi prudká vlna christianizace, přesto zůstaly na počátku vrcholného středověku v Evropě oblasti, kde se křesťanství dosud neuchytilo. Šlo především o Pobaltí, obývané pohanskými Prusy, Litevci a dalšími baltskými či ugrofinskými etniky na území dnešního Lotyšska a Estonska, Polabské Slovany a na druhé straně oblasti ovládané muslimy na Pyrenejském poloostrově a Sicílii.
Třetím typem se staly křížové výpravy mimo Evropu do Svaté země. V 11. století se dotvořila idea křížových výprav – svaté války proti nevěřícím. Zpočátku šlo o boj proti muslimům, ovládajícím Svatou zemi – Palestinu, ale již během druhé křížové výpravy byla tato myšlenka aplikována také na boj proti nevěřícím v Evropě, muslimům na Pyrenejském poloostrově a dosud pohanskému obyvatelstvu v Polabí a ve východním Pobaltí. Od konce 12. století byly pořádány křížové výpravy proti heretikům (albigenští, husité ad.) a později také proti neposlušným králům, prohlášeným za heretiky (Fridrich II. Štaufský, Jiří z Poděbrad).

## Středověká společnost
Nejčastější byla ve vrcholném středověku představa o společnosti trojího lidu. Podle tehdejších učenců ji tvořili ti, kdo se modlí – kněží, ti, kdo pracují na sebe i na druhé – venkovský lid, a ti, kdo bojují, aby chránili toho, kdo se modlí a obdělává půdu – válečníci. Všechny tři skupiny (vrstvy) obyvatelstva měly ve společnosti svoji nezastupitelnou úlohu. Rolníci ji živili prací svých rukou. Šlechta organizovala a řídila chod společnosti a zajišťovala jí ochranu proti nepřátelům. Duchovenstvo pečovalo o náboženský život věřících, šířilo kulturu a vzdělanost.
Mezi lidmi panovaly hluboké společenské rozdíly, jejichž příčinou nebyly pouze rozdílné majetkové poměry. Každý člověk patřil do určité společenské vrstvy, což určovalo jeho veškerý život. Podle svého postavení se lidé chovali, bydleli, stravovali i oblékali. Snaha odlišit se od dané společenské vrstvy byla považována za velmi hříšnou. Pro příslušníky jednotlivých vrstev platily také rozdílné právní předpisy. Středověk odlišoval právo církevní (kanonické), jemuž podléhaly duchovní osoby, městské právo, poddanské právo a zemské právo, jímž se řídila šlechta.
Podíl na politické moci získala jen malá část obyvatelstva, privilegované uzavřené skupiny – stavy. Především to byla vysoká šlechta, jež vlastnila rozsáhlý majetek. Její příslušníci se snažili spolurozhodovat s panovníkem o dění ve státě a omezit jeho moc. Zastávali důležité úřady a byli členy poradních orgánů panovníka (například královské rady). Ve 12. a 13. století se v evropských zemích objevila první stavovská zastupitelstva, nejprve to byly kortesy v Leónu (1188), později anglický parlament (1265, 1295) nebo francouzské generální stavy (1302). Počátky českého zemského sněmu sahají do druhé poloviny 13. století. V nich zasedali představitelé vysoké šlechty a také zástupci dalších stavů, drobného rytířstva, církve a královských měst, konkrétní struktura se v různých zemích lišila.
Ve středověké společnosti existovali i lidé, kteří nepatřili do žádné společenské vrstvy, většinou neměli stálý domov a v podstatě žili na jejím okraji: tuláci, žebráci, prostitutky, ale také potulní herci nebo kejklíři.

## Církev a křesťanství

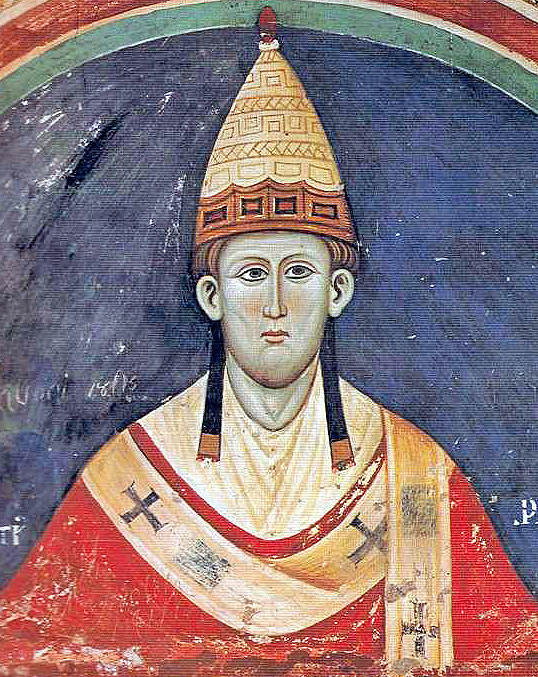
Inocenc III., nejvýznamnější středověký papež

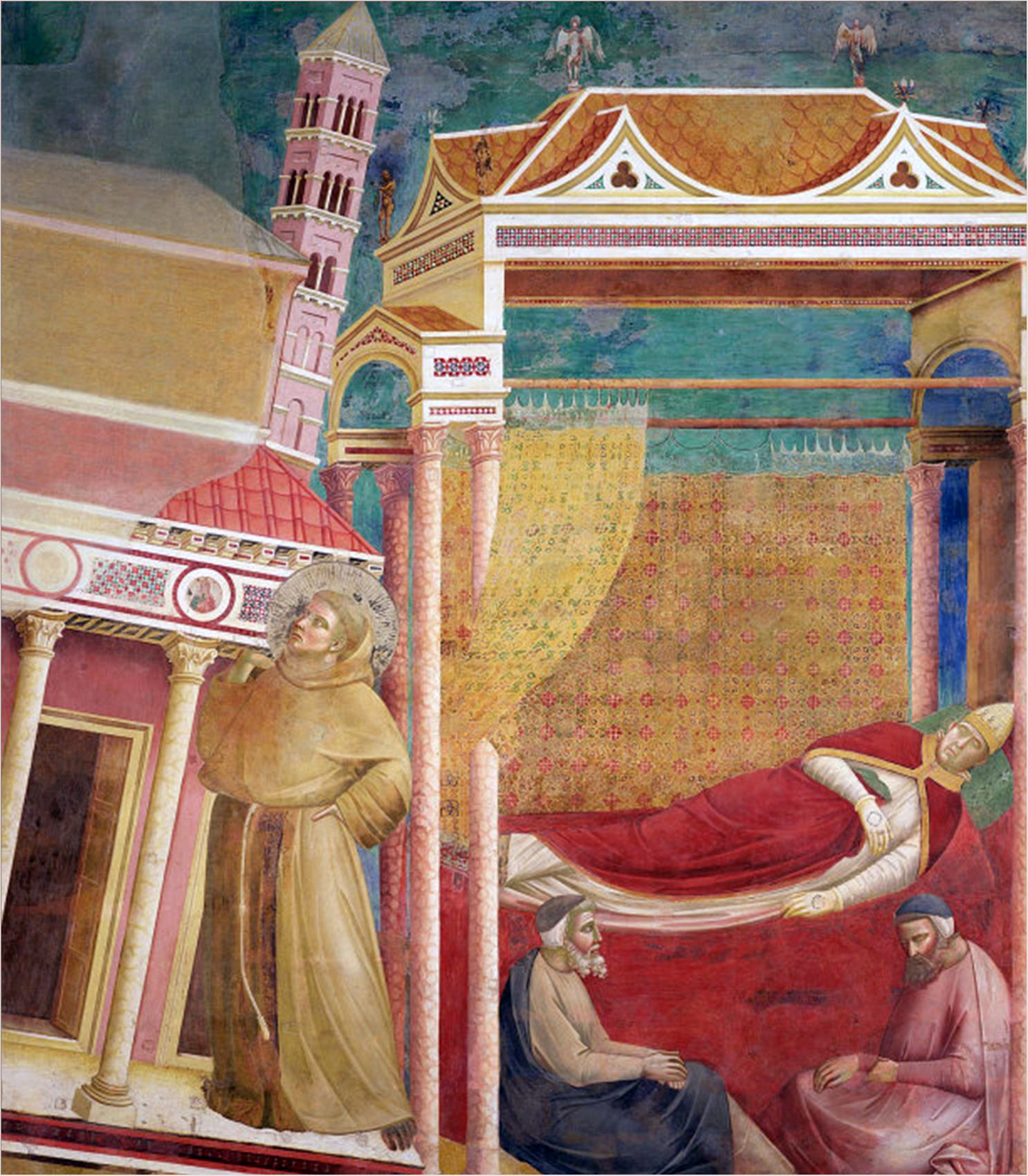
Giotto di Bondone: Sen papeže Inocence III. František z Assisi podpírá hroutící se katedrálu (symbolické vyjádření významu františkánského hnutí)

Ve vrcholném středověku dosáhlo postavení katolické církve svého vrcholu. Mocná církev, vlastnící rozsáhlý majetek a posílená ideologicky clunyjskou reformou, se vymanila ze světského vlivu a získala značný vliv na široké masy věřících. Reformované papežství se pustilo do dlouhého zápasu s císaři o teokracii, nadvládu nad světskými panovníky. Jejím prvním dějstvím byl boj o investituru, spor o nadřazenost nejvyšší duchovní moci (sacerdotium) nad nejvyšší mocí světskou (imperium) však zdaleka nebyl ukončen wormským konkordátem, uzavřeným roku 1122. Pokračoval až do počátku 14. století a největšího úspěchu v něm dosáhl papež Inocenc III. Prosadil svrchovanou moc papeže v celé katolické církvi a zároveň významně zasahoval do světských záležitostí, především v říši. Mnoho evropských panovníků ho uznalo za svého lenního pána (například anglický král Jan Bezzemek) nebo se na něj obracelo jako na rozhodčího svých sporů. O století později definitivně zvítězila světská moc, reprezentovaná francouzským králem Filipem IV. Sličným, nad papežem Bonifácem VIII., a v následujícím období uvedla papežství do závislosti na francouzské koruně (avignonské zajetí).
Ve 12. století dále pokračovalo reformní hnutí uvnitř církve, jehož výsledkem bylo založení nových církevních řádů. Nejvýznamnější byl mnišský řád cisterciáků a řád premonstrátů, který sdružoval řeholní kanovníky. Oba nové řády se rychle rozšířily po Evropě a vytvořily pevné a vlivné organizace, jež byly každá řízena z jediného centra, původních klášterů v Citeaux a Prémontré, což umožnilo jejich představitelům významně zasahovat i do politického dění. Cisterciácký řád se postupem času stal hospodářskou velmocí s velkým pozemkovým vlastnictvím a pozvolna opustil původní ideály prostoty a chudoby, které byly motivem k jeho založení.
V souvislosti s křížovými výpravami do Svaté země a založením zdejších křižáckých států vznikly rytířské duchovní řády, johanité, templáři a němečtí rytíři. Jejich původním úkolem byla péče o poutníky, jejich ochrana a ošetřování nemocných, a později především vojenská podpora křižáckých států. Na Pyrenejském poloostrově byly založeny vojenské řády na posilu reconquisty (Santiago, Alcántara, Calatrava), řád mečových rytířů v Pobaltí byl zaměřen na christianizaci zdejšího území.
Přestože se většina tehdejší společnosti podřídila duchovnímu vedení katolické církve, objevili se především v městském prostředí věřící, kterým daný stav nevyhovoval. Od 11. století přibývalo v západní Evropě kritiků a odpůrců církve. Potulní chudí kazatelé kritizovali učení církve i její bohatství a světskou moc. Vděčnými posluchači se stali především obyvatelé francouzských a italských měst, kteří postrádali kázání, jež duchovní již dlouho zanedbávali. Měšťané byli vzdělanější a díky rozvíjejícímu se obchodu měli více zpráv o poměrech ve společnosti než vesničané, proto se chtěli více podílet na duchovním životě. Autoritou duchovenstva otřásl také nezdar druhé křížové výpravy. V té době se objevily v křesťanské společnosti tendence k sektářství. Někteří věřící odmítli římskou církev a založili si vlastní sekty. Nejrozšířenější byli kataři v jižní Francii, nazývaní též albigenští. Odlišné hnutí představovali valdenští, kteří se zřekli majetku a svůj život zasvětili zbožnosti, dobročinným skutkům, četbě Bible a potulnému kazatelství. Obě hnutí byla katolickou církví odsouzena jako kacířská a pronásledována.

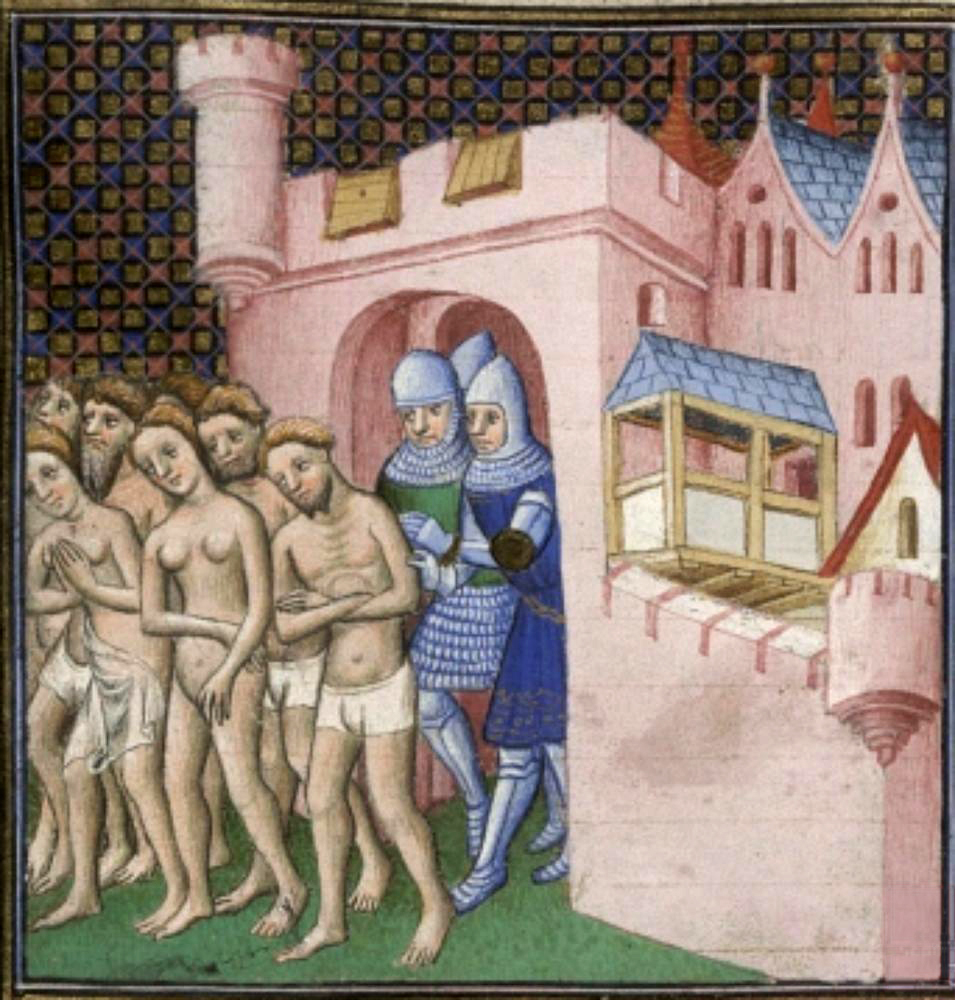
Války proti albigenským: vyhnání katarů z města Carcassonne roku 1209

Šíření kacířství se církev snažila zabránit zprvu mírnými prostředky, například nařízením pokání nebo nuceným pobytem v klášteře. Počátkem 13. století vznikly nezávisle na sobě dva nové duchovní, tzv. žebravé řády, spjaté s městským prostředím, které chtěly proti kacířství bojovat kázáními, přesvědčováním a obnovením důvěry v církev. Šlo o řád menších bratří (později zvaný františkáni) a řád bratrů kazatelů (dominikáni). Na rozdíl od mnišských řádů nežili v ústraní na venkově, ale horlivě kázali mezi lidem. Počátečním ideálem těchto řádů byla chudoba. Ani organizace, ani její příslušníci neměli vlastnit žádný majetek a měli žít pouze z milodarů.
Církev nezůstala jen u těchto mírných duchovních prostředků, zvláště když mnozí křesťané volali po přísném potrestání provinilých. Kacířství začalo být postupně považováno za zločin hodný trestu smrti upálením. K pronásledování heretiků se spojila duchovní moc s mocí světskou. Roku 1181 proběhla první, zatím ještě neúspěšná, výprava, vyhlášená papežem. Rozsáhlé křížové tažení, zahájené roku 1209, však hnutí katarů téměř zcela zlikvidovalo.
Roku 1231 zřídil papež Řehoř IX. inkvizici, papežský soudní tribunál a o dva roky později jej svěřil dominikánům. Jejich úkolem bylo vyhledávat kacíře, kteří se pomýlili ve víře a navrácet je na pravou cestu. Podle dobových zvyklostí při tom postupovali velmi tvrdě. Obvinění byli vězněni a při výsleších mučeni. Zatvrzelí kacíři, kteří se svého, z pohledu církve nesprávného, učení nezřekli, skončili na hranici. Inkvizice je odsoudila k smrti a pak předala k potrestání světským vládcům. Přes všechna tvrdá opatření se kacířská hnutí zcela vymýtit nepodařilo.

## Kultura a vzdělanost

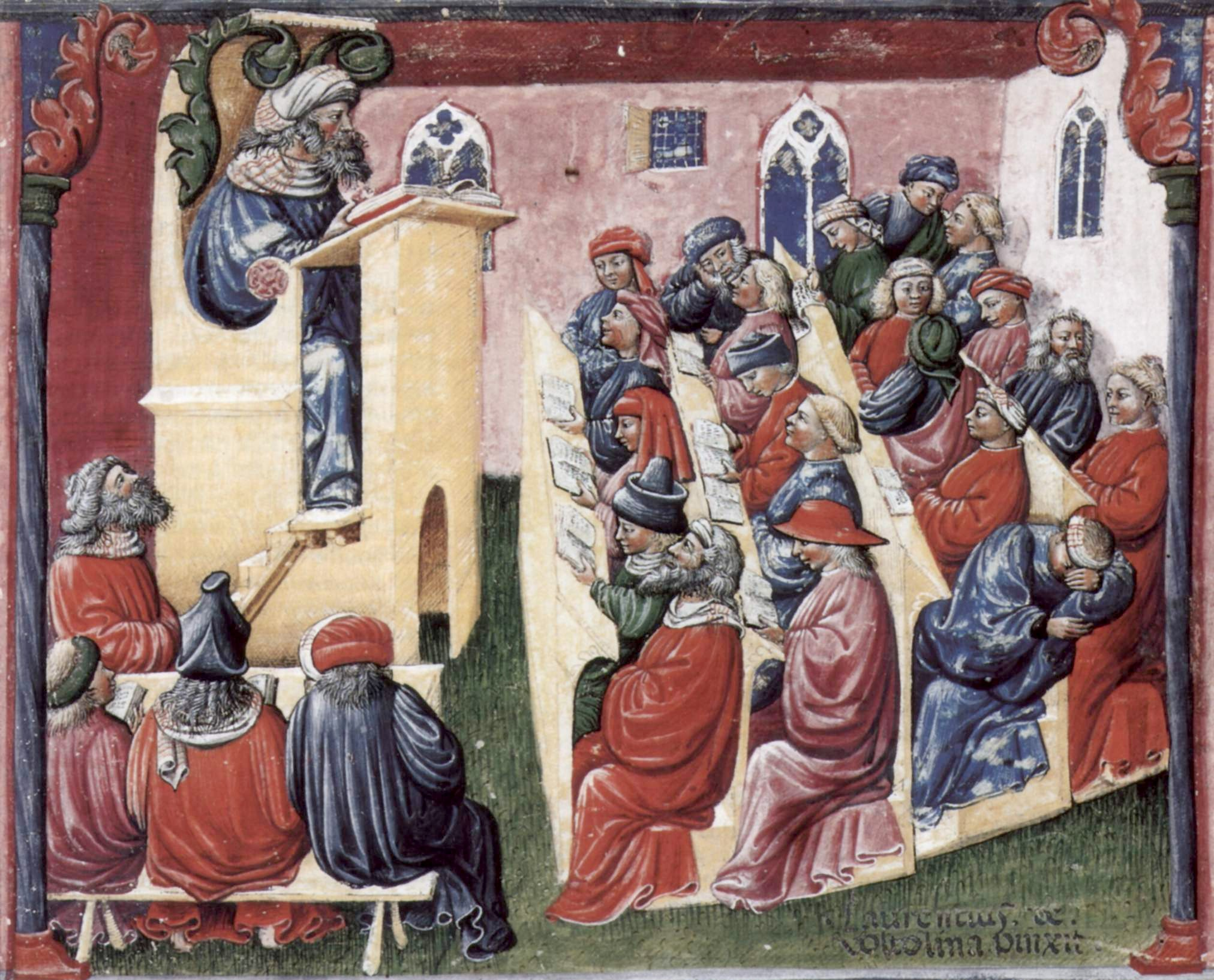
Vyučování na středověké univerzitě

Dosud existovaly školy pouze u klášterů a biskupských katedrál a vzdělání se dostávalo téměř výlučně osobám duchovního stavu, to znamená pouze mužům. Výjimkou byla výchova urozených žen v klášterech.
S rozvojem řemesel a obchodu začali pociťovat také měšťané, kupci, řemeslníci a členové městských samospráv potřebu naučit se číst, psát a především počítat. V důsledku toho byly zakládány nižší školy u farních kostelů a později také městské školy. Vzdělávání v nich nabylo světské podoby – zaměřovalo se na praktické znalosti a jejich využití.
Ve 12. století se objevil nový typ školy, univerzita, které vznikly jako určitá konkurence církevních škol, které již nebyly schopné dostát novým požadavkům na vzdělání. Nejstarší univerzity byly založeny v hospodářsky vyspělé Itálii a soustředily se na výuku medicíny (Salerno) a práv (Bologna). Na univerzitách se začalo studovat světské římské právo, jehož nevyčerpatelným zdrojem byl právní kodex byzantského císaře Justiniána I. Corpus iuris civilis.. Dalším impulsem pro rozvoj bádání se staly nově objevené Aristotelovy spisy. Později vznikla významná vysoká učení v anglickém Oxfordu a Cambridgi. Pařížská univerzita se skládala ze čtyř fakult, ale proslula hlavně svou teologickou fakultou Sorbonnou. Podle jejího vzoru byla roku 1348 založena nejstarší univerzita ve střední Evropě v Praze. Základem vyučování na církevních školách a artistických fakultách (základní fakulta středověké univerzity) bylo sedm svobodných umění, známých již v antickém starověku.

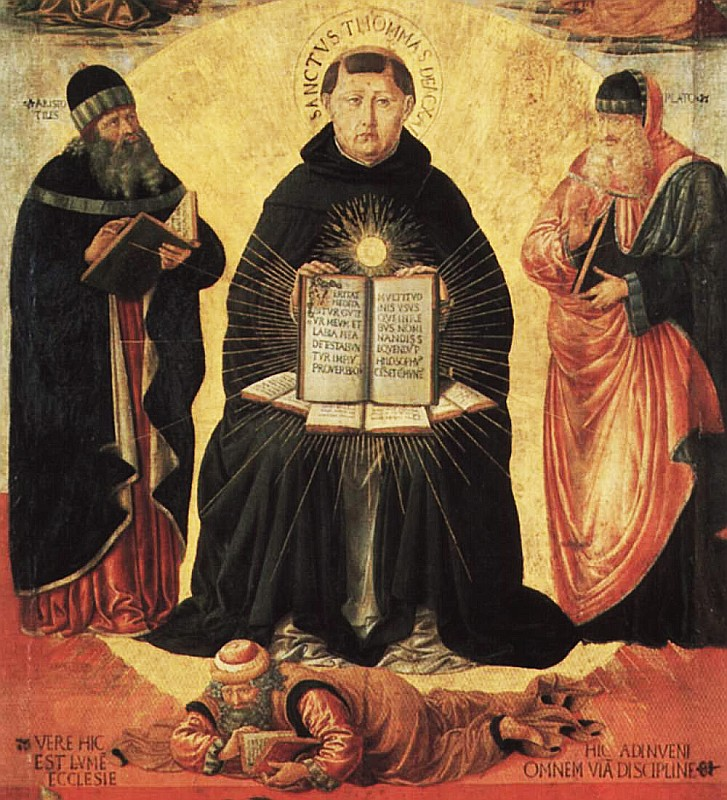
Benozzo Gozzoli: Sv. Tomáš Akvinský po boku s Platónem a Aristotelem triumfuje nad Averroem

Ve 12. století se vzdělaná část středověké společnosti znovu významně otevřela myšlenkovému a kulturnímu vlivu antiky i vlivům, přicházejícím z řecko-ortodoxního a islámského kulturního světa. Významnou roli pro tehdejší myšlenkové proudy měla také probuzená spiritualita nových církevních řádů, nejprve cisterciáků a později františkánů a dominikánů. Ve 12. století patřili mezi nejvýznamnější myslitele francouzští duchovní Pierre Abélard a významný představitel cisterciáckého řádu Bernard z Clairvaux, ale také arabský filozof Averroes nebo Žid Maimonides.
Ve 13. století dosáhla středověká křesťanská filozofie – scholastika svého vrcholu. Pozitivním impulsem pro její rozvoj byl rychlý vzestup univerzit a množství latinských překladů antických řeckých autorů. Nejvýraznějšími představiteli vrcholné scholastiky byli františkáni a dominikáni. Mezi nejznámější františkánské filozofy patří Roger Bacon a představený řádu sv. Bonaventura. Za největší filozofické velikány středověku jsou však považováni dominikáni „doctor universalis“ filozof a přírodovědec Albert Veliký a jeho slavný žák Tomáš Akvinský. Obraz křesťanského středověku, který ve svém díle vytvořili, nalezl básnické alegorické vyjádření v Dantově Božské komedii.
Ve 12. století přestalo být vzdělání výsadou duchovních a začalo se šířit mezi měšťany a šlechtice. Současně se objevila měšťanská a šlechtická (rytířská) literatura. V souvislosti s velkými vojenskými výpravami vrcholného středověku, především křížovými výpravami do Svaté země, se zrodila rytířská a dvorská kultura, jejíž nedílnou součástí byla kurtoazie. Její kolébkou byla jižní Francie, odkud se šířila do dalších zemí. Nedílnou součástí dvorské zábavy bývaly hostiny, tanec, představení potulných kejklířů nebo akrobatů. Velmi oblíbení byli básníci a pěvci, kterým se ve Francii říkalo trubadúři nebo truvéři, v Německu i v Čechách minesengři, známí jsou například Walther von der Vogelweide či Guillaume de Machaut. Vděčné posluchače nacházeli také recitátoři, kteří putovali od hradu k hradu a přednášeli hrdinské eposy. Šlechta ani panovníci většinou nerozuměli latině, proto se epické básně i milostné popěvky skládaly v národních jazycích (francouzštině, němčině apod.). Tak bylo narušeno výsadní postavení latiny ve středověké literatuře, jejímiž autory už nebyli pouze duchovní, kteří tento jazyk ovládali. Hrdinský epos nahradil později rytířský román, který byl psán nejenom ve verších, ale také v próze.

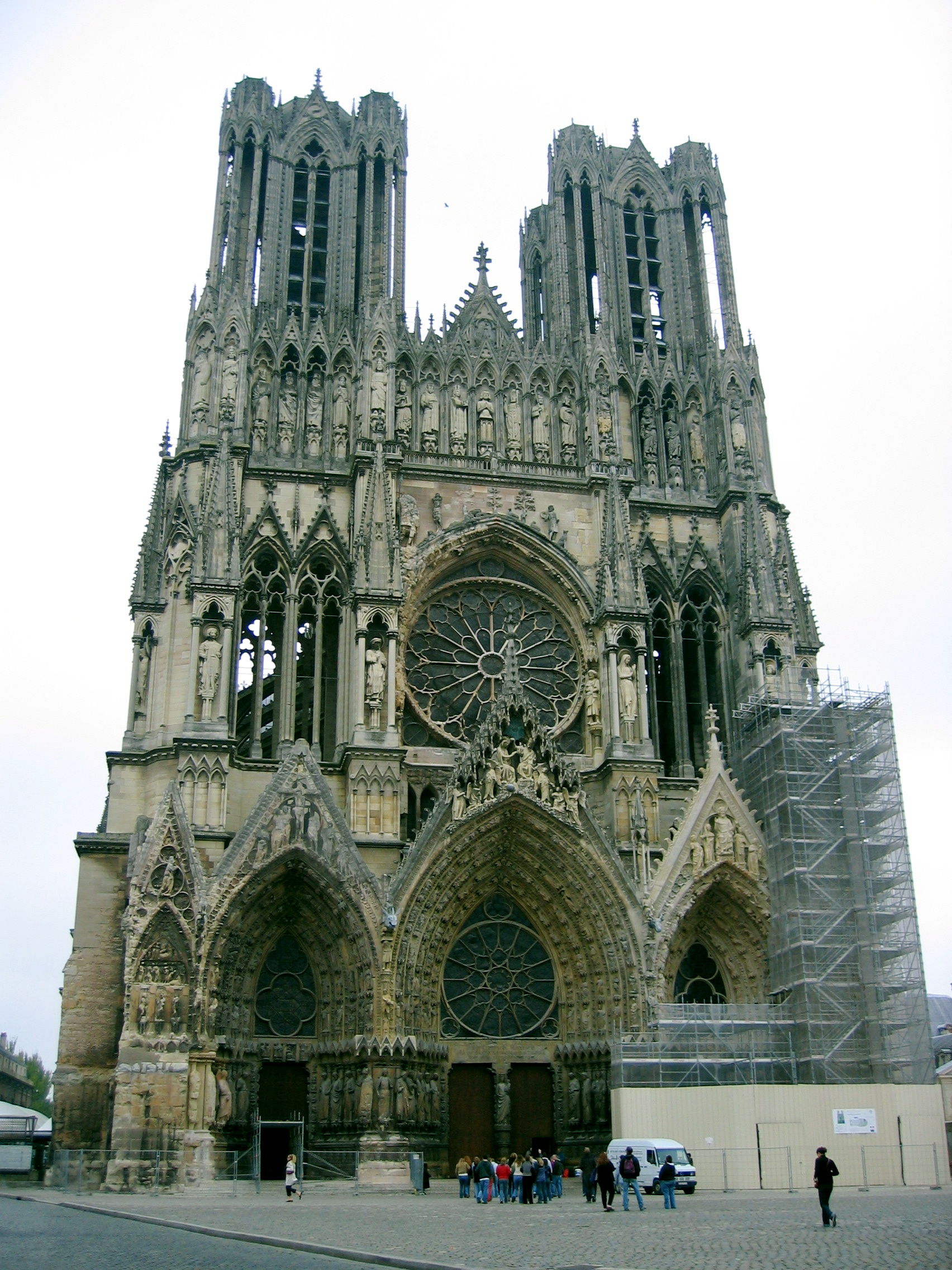
Gotická katedrála Notre Dame ve francouzské Remeši

Ve vrcholném středověku se v západní, jižní a střední Evropě prosadil nový stavební a umělecký sloh, označovaný později jako gotika, jediný středověký a raně novověký styl, který se neinspiroval antikou. Gotická architektura se zrodila ve Francii ze snahy o technické vylepšení románských stavebních postupů. „Technický vynález“ se však časem „stal svým účinkem něčím mnohem podstatnějším,“ konstatuje historik umění E. H. Gombrich. Gotická kultura, především stavitelství, výstižně vyjadřovala rostoucí sebevědomí a moc středověké církve, bohatství a hrdost emancipujícího se měšťanstva a náboženské cítění středověkého člověka. To vše se výrazně uplatnilo při stavbě typického gotického objektu, katedrály, jež byla hmotným vyjádřením vrcholně středověké spirituality a zároveň umocňovala v člověku náboženské cítění a víru v nadpozemské dobro.
Ve výtvarném umění se intenzivnější duchovní a náboženský život prolnul s realističtějším viděním a vedl ke snahám o realističtější vyjádření a individualizaci. Gotické umění sice přebralo ustálené románské a byzantské typy, ale přizpůsobilo si je a kromě nich se inspirovalo v živých modelech, antických sochách a v přírodě.
Kromě kostelů a klášterů se stavěly pevnosti, mosty, měšťanské kamenné domy, opevnění, šlechtické paláce a hrady. Typy hradů se vyvíjely a měnily podle požadavků na pohodlí a především podle vývoje dobývací a obléhací techniky. Podobně jako hrady byla opevněna hradbami celá středověká města.